# Gumières
Gumières là một xã trong tỉnh Loire miền trung nước Pháp.